# Albizia oliveri
Albizia oliveri är en ärtväxtart som beskrevs av François Pellegrin. Albizia oliveri ingår i släktet Albizia och familjen ärtväxter. Inga underarter finns listade i Catalogue of Life.